# 줄리우 세르지우
줄리우 세르지우 베르타그놀리(포르투갈어: Júlio Sérgio Bertagnoli, 1978년 12월 8일 ~ )는 브라질의 전 축구 선수다.

## 수상 경력
산투스
- 브라질 세리 A: 2002, 2004

로마
- 코파 이탈리아: 2007, 2008 (로마)
- 수페르코파 이탈리아나: 2007 (로마)
- 준우승 수페르코파 이탈리아나: 2006 (로마)
- 준우승 코파 이탈리아:2006 (로마)
- 준우승 세리에 A: 2006,2007,2008 (로마)